# Shīzan
Shīzan (persiska: شيزن) är en ort i Iran.   Den ligger i provinsen Khorasan, i den östra delen av landet, 800 km öster om huvudstaden Teheran. Shīzan ligger 1 475 meter över havet och antalet invånare är 503.
Terrängen runt Shīzan är huvudsakligen kuperad, men åt nordost är den platt. Runt Shīzan är det glesbefolkat, med 13 invånare per kvadratkilometer. Närmaste större samhälle är Mashhad Rīzeh, 15,9 km öster om Shīzan. Omgivningarna runt Shīzan är i huvudsak ett öppet busklandskap.